# Santa Maria in Cappella
Santa Maria in Cappella ou Igreja de Santa Maria em Cappella é uma igreja de Roma, Itália, localizada no rione Trastevere, na piazza di Santa Maria in Cappella. É dedicada a Nossa Senhora e parte da paróquia de San Crisogono. Ela é parte do Complesso di Santa Maria in Cappella, que abriga atualmente um hospital.

## História
Esta igreja, muito antiga, aparece pela primeira vez numa lápide, hoje à esquerda da entrada, que recorda o dia de sua consagração (25 de março de 1090), com o nome "ad pineam" ("perto da pinha").
O cognome atual tem uma origem incerta e já foram propostas diversas teorias. A mais complexa e menos provável é uma referência à citada lápide na entrada, que diz, na quarta linha, "que appell(atur) ad pinea(m) per ep(iscop)os Ubaldu"; a expressão "que appell ad" teria se transformado com o tempo em "cappella". Outros (como Nibby e Hulsen) defendem que "cappella" é uma derivação de "cupella", "barril"; a prova disso seria o fato de que, no século XV, a igreja era a sede da guilda dos fabricantes de barris. A solução mais simples, por sua vez, seria que esta denominação seria uma referência a uma antiga capela ou oratório no local onde está a igreja.
Além da consagração de um altar em 1113, ela foi mencionada novamente quando, por motivos de instabilidade, o corredor da direita foi fechado ao público e, em 1391, Andreozzo Ponziani, depois de restaurá-la, fundou o Ospedale del Santissimo Salvatore. 
Mariano Armellini reconta o seguinte relato de uma visita à igreja durante o pontificado do papa Alexandre VII (r. 1655–1667)
| “ | O padre que tem cuidado desta igreja é Don Francesco Carrone, irmão do marquês de S. Tommaso, consegliero e primeiro-secretário de Estado do sereníssimo duque de Saboia, que, por isso, recebe quatro scudi e meio, com obrigação de comprar cera, óleo, bebidas, linho, hóstias e vinho... Nesta igreja há três altares, o altar-mor, com um quadro da Virgem, à direita, o "Altar do Nascimento de Nossa Senhora com alguns pastores" e, à esquerda, o "Altar da Purificação". Tem 22 palmos de de altura, 70 de comprimento e 10 de largura. Na está o cemitério, circundado por uma mureta: antigamente havia no local um albergue para os pobres. | ” |
|   | — Mariano Armellini. |   |

A igreja se transformou em ruínas diversas vezes em sua história, foi fechada, reabriu, passou por diversas mãos até que, em 1797, passou por uma importante restauração financiada pelo "Sodalizio dei Marinari di Ripa e Ripetta"; outras restaurações foram realizadas depois pelos seus novos proprietários, os Doria-Pamphilj, na metade do século XIX, sob a direção de Andrea Busiri Vici, que deram à igreja seu aspecto atual, inclusive o hospital, transformado depois em hospício.
A fachada é resultado da restauração de Busiri Vici e o campanário é original, do século XII. O interior tem uma nave e dois corredores, separados por antigas colunas romanas reaproveitadas. A decoração do interior é resultado dos trabalhos realizados no século XIX e quase nada restou do período medieval. 